# Extreemrechts

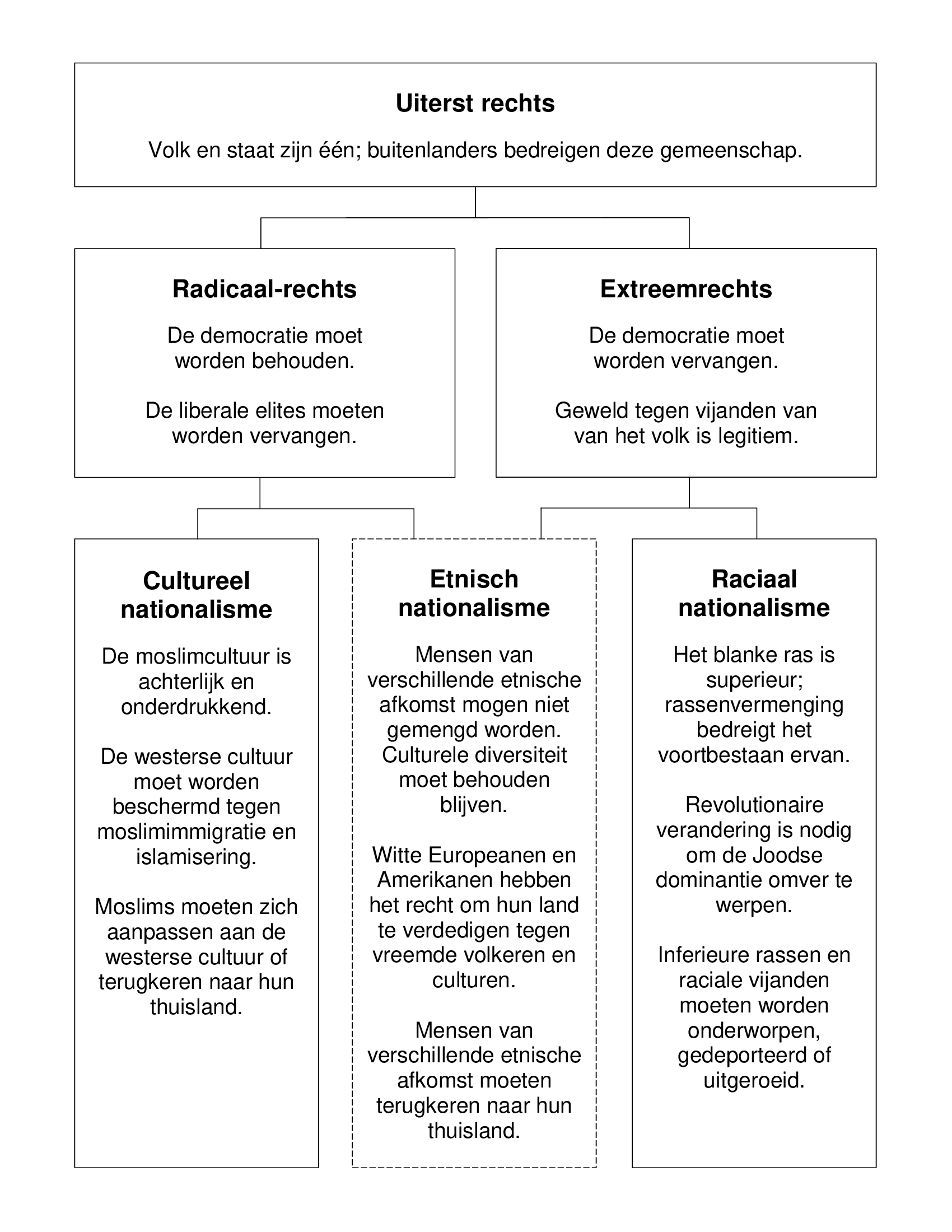
De typologie voor radicaal- en extreemrechts door Tore Bjørgo en Jacob Ravndal, gebaseerd op basis van drie studies, waaronder die van Cas Mudde

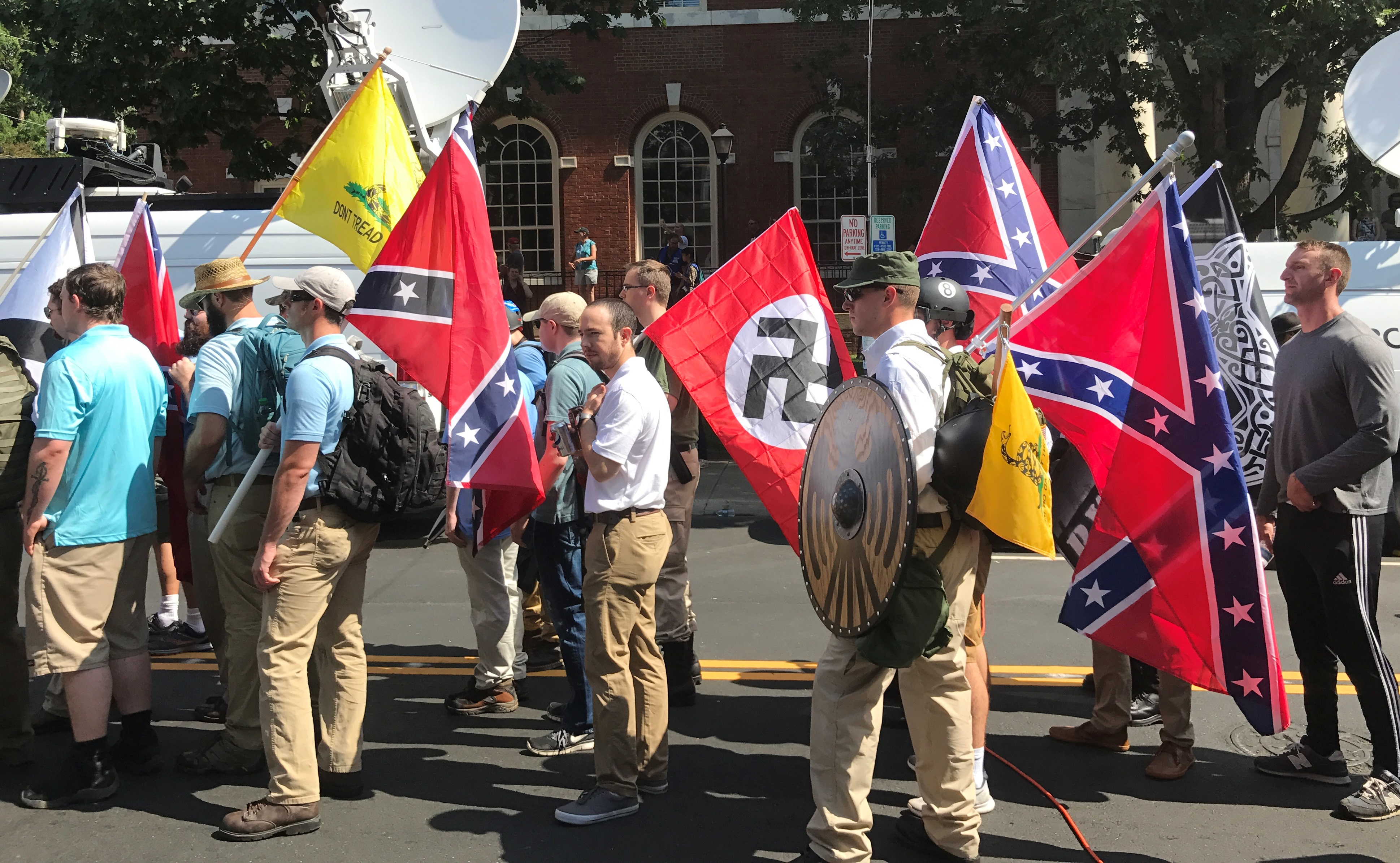
Een demonstratie van alt-right in de Verenigde Staten in 2017, waarbij vlaggen van onder andere nazi-Duitsland en de Geconfedereerde Staten van Amerika worden gedragen

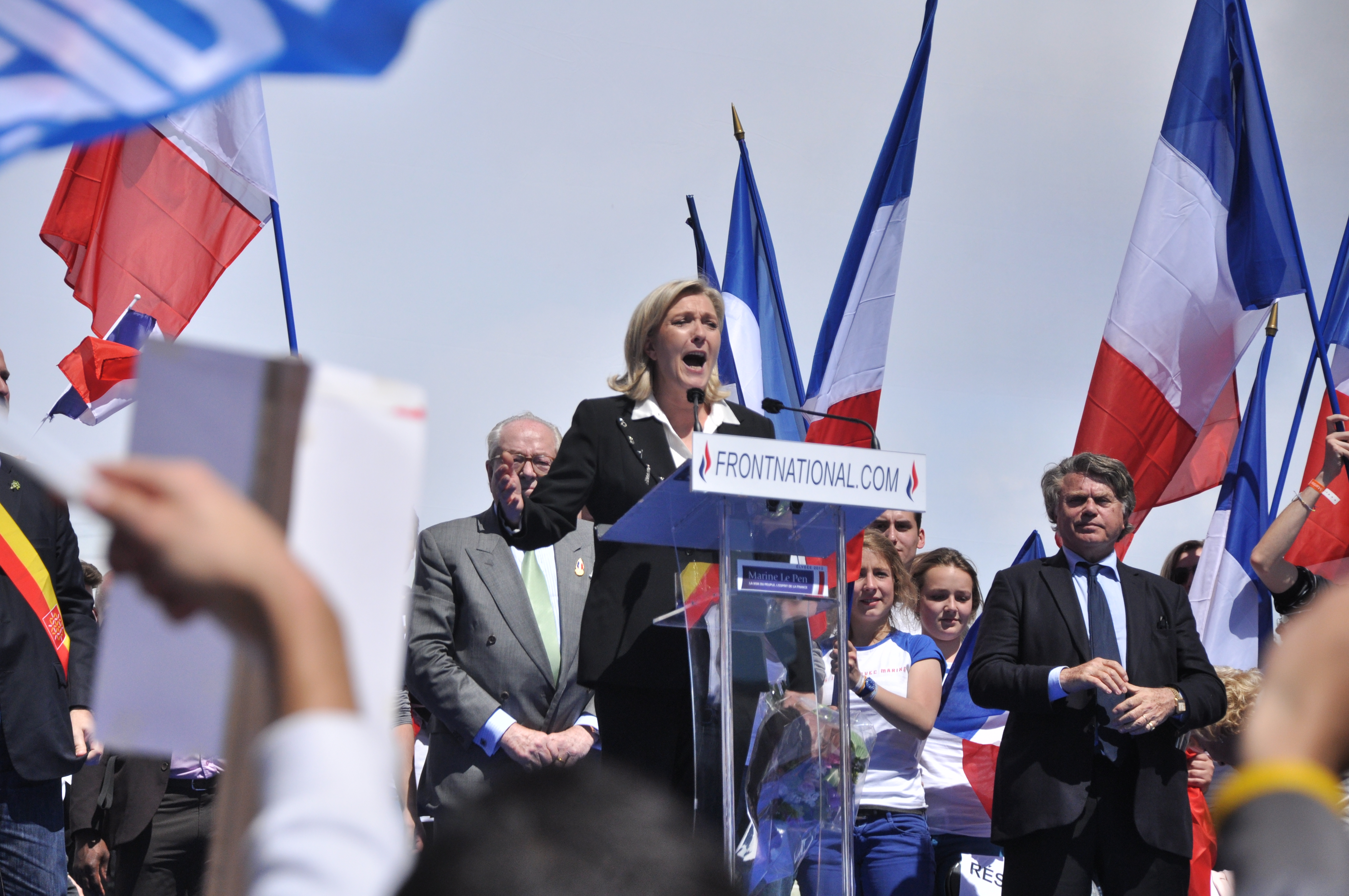
Bijeenkomst van de Franse politieke partij Front National in 2012, nu hernoemd tot Rassemblement National

Extreemrechts, uiterst rechts en ultrarechts zijn algemeen gebruikelijke typeringen voor politieke opvattingen en stromingen aan de uiterste rechterzijde van het politiek spectrum. De termen worden nog vaak door elkaar gebruikt en er is geen internationale overeenstemming over een exacte definitie van deze begrippen. Er wordt vaak een onderscheid gemaakt tussen de termen extreemrechts en radicaal-rechts: extreemrechtse stromingen zijn antidemocratisch.
De terminologie verwijst naar politieke ideeën en meningen die rechtser zijn dan "standaard rechts" en zich in het bijzonder kenmerken door extreem nationalisme, nativistische ideologieën en autoritaire tendensen, tegen de achtergrond van een functionalistisch wereldbeeld. Vaak is ook sprake van opvattingen die geheel of deels op gespannen voet staan met de beginselen, normen en waarden van rechtsstaat en democratie. Het is een subcategorie van extremisme, waaronder ook linksextremisme gerekend wordt of religieus politiek gericht fundamentalisme en kent veel vormen.
Nationalisme is een algemeen ideologisch kenmerk van extreemrechts. Vaak staat ook populisme centraal, waarin een tegenstelling wordt voorgesteld tussen "het volk" of "de gewone man" en "de (corrupte) regerende elite" die alleen voor de eigen belangen opkomt en die van de gewone burger negeert. Een klein aantal extreemrechtse partijen draagt een fascistische ideologie uit.
Extreemrechts wordt vaak geassocieerd met chauvinisme, xenofobie, racisme, streven naar blanke superioriteit, of met reactionaire standpunten in het algemeen. Ook de alt-right-beweging en de verwante Identitaire beweging worden tot extreemrechts gerekend. Andere termen die soms gehanteerd worden zijn nazisme, accelerationisme, hedendaags neofascisme, neonazisme en ultranationalisme.
Volgens onderzoeker Cas Mudde zijn er twee hoofdstromingen: een stroming die in de kern democratisch gezind is, die hij radicaal-rechts noemt, en een stroming die uitgaat van de opvatting dat een volk geen eigen leiders mag kiezen maar geleid moet worden door één autoritaire persoon, die hij extreemrechts noemt.

## Definities

### Rechts en uiterst rechts
De precieze invulling die aan de begrippen rechts, centrumrechts en uiterst rechts worden gegeven verschilt per (wetenschappelijk) auteur en kan afhangen van de context. Wordt 'rechts' opgevat in economische termen, een voorkeur voor kapitalistische verhoudingen, verregaande ondernemingsvrijheid en marktwerking, dan kunnen libertarisme en radicalere varianten van het neoliberalisme en conservatisme als uiterst rechts worden aangeduid.
Wordt ‘rechts’ in sociaal-culturele zin opgevat, dan kan uiterst rechts volgens de Algemene Inlichtingen- en Veiligheidsdienst gekenmerkt worden door vreemdelingenhaat, haat jegens vreemde (cultuur)elementen en ultranationalisme. Het gedachtegoed wordt daarnaast gestoeld op rassenleer ten behoeve van een "culturele omwenteling" naar een maatschappij waarin racisme normaal is. De nadruk op de culturele component van het links-rechts-spectrum is bij de term ‘extreemrechts’ het meest gangbaar. Volgens de Zwitserse politicoloog-filosoof Urs Altermatt heeft het rechts-extremisme een aantal vaste bestanddelen die zich echter, afhankelijk van land, regio en zelfs individuele politicus, wisselend manifesteren.

### Extreemrechts
Er zijn visies waarin de term 'extreemrechts' geheel losstaat van de reguliere betekenis van de politieke begrippen links en rechts binnen het politieke spectrum. Het vaak met extreemrechts geassocieerde fascisme bijvoorbeeld zou volgens de Oostenrijkse econoom en filosoof Friedrich Hayek gecategoriseerd moeten worden als collectivistische ideologie, samen met nationaalsocialisme, communisme en socialisme (The Road to Serfdom, 1944). Er zijn politicologen die het politieke spectrum zien als een hoefijzervorm, waarbij extreemrechts en extreemlinks elkaar naderen. Een raakvlak is de afkeer die beide stromingen hebben van het kapitalisme.

#### Situatie in Nederland
De AIVD beschouwt extremisme 'het uit ideologische motieven bereid zijn om niet-gewelddadige en/of gewelddadige activiteiten te verrichten die de democratische rechtsorde ondermijnen' en spreekt van rechts-extremisme als daarbij een of meer van de volgende denkbeelden centraal staan: Racisme en wit superioriteitsdenken, antisemitisme, vreemdelingenhaat (inclusief moslimhaat), haat jegens vreemde (cultuur)elementen, ultranationalisme.
Tweede Kamervoorzitter Martin Bosma, aanhanger van de Partij voor de Vrijheid van Geert Wilders en voor deze partij in de Kamer gekozen, greep in een Kamerdebat op 16 mei 2024 in, toen parlementariër Laurens Dassen van Volt de typering 'extreemrechts' gebruikte voor de PVV. Bosma kaderde dat als een vergelijking met het nationaalsocialisme en de nazi's en achtte het niet toelaatbaar dat fracties of leden van de Staten-Generaal in de Kamer zo beschreven worden. Hij noemde dat een enorme verruwing. De term extreemlinks, die hij zelf vaak gebruikt, is in zijn visie wel toelaatbaar. De term 'radicaal-rechts' mocht ook gebruikt worden, dat vond hij "iets heel anders".

### Democratisch of autocratisch
Een mogelijk criterium voor het onderscheid tussen ‘gewoon’ en ‘extreem’ zijn de methoden om maatschappelijke verandering te bereiken of te voorkomen. Met extreemrechts wordt dan ook in veel gevallen een gedachtegoed aangeduid dat in de kern niet democratisch is. De internationaal vermaard politiek wetenschapper en extreemrechtskenner Cas Mudde schreef in 2019 dat de tijd van de ‘boze burger’ voorbij is en het tijdperk van de ‘gewelddadige burger’ zou zijn aangebroken. Dit zou het gevolg zijn van de normalisering van radicaal-rechtspopulisme waarin etnische en religieuze minderheden worden voorgesteld als een acuut gevaar voor de eigen identiteit en waarden van een land.
Rechtsextremisten zouden meer genegen zijn om geweld goed te keuren. Sommige politicologen reserveren de term extreemrechts dus voor groepen die staat en samenleving totaal anders willen inrichten – elitair, hiërarchisch en autoritair – en daarbij geweld niet schuwen.
Mudde typeert uiterst rechtse groeperingen die de democratische staat in stand willen houden als ‘radicaal-rechts’. Daartegenover stelt hij extreemrechtse groeperingen die de democratie willen afschaffen als 'extreemrechts'. Hij ziet radicalisme daarom niet als een meer gematigde vorm van extremisme. Het onderscheid is soms moeilijk te zien, doordat de groeperingen hun extremisme vaak verbergen om juridische problemen te vermijden. Wat extreemrechtse partijen gemeen hebben is een streven naar een autoritair systeem dat de 'natuurlijke' verschillen in stand houdt en afwijkend gedrag bestraft. Ook volgens Sarah de Lange, hoogleraar Politicologie aan de Universiteit van Amsterdam, is het verschil dat extreemrechtse partijen antidemocratisch zijn, terwijl de ideeën van radicaal-rechtse partijen wel op gespannen voet staan met de liberale democratie, maar dat ze de basisprincipes van de democratie zoals verkiezingen niet afwijzen.

## Ideologie
Extreemrechts is een verzamelnaam voor een groot aantal partijen en bewegingen aan de uiterst rechtse kant van het politieke spectrum, waarvan de ideologieën sterk uiteen kunnen lopen. Nationalisme is een algemeen ideologisch kenmerk van extreemrechts. Vaak staat ook populisme centraal, waarin een tegenstelling wordt voorgesteld tussen "het volk" dat door hen wordt vertegenwoordigd en "de (corrupte) regerende elite" die alleen voor de eigen belangen opkomt en die van het volk negeert. Een klein aantal extreemrechtse partijen draagt een fascistische ideologie uit.

## Aanhangers
Politici die een partij, groep of beweging vertegenwoordigen die extreem- of radicaalrechts wordt genoemd, voeren wel verweer tegen de typering of voeren aan dat het stempel onterecht is omdat hun kiezers of aanhangers hele gewone mensen zijn. Bij de typering extreem of radicaal gaat het echter niet om het karakter of de aard van de mensen die de standpunten, meningen, ideologie of visie ondersteunen of aanhangen. Het gaat om een analyse van de standpunten, in hoeverre deze al dan niet botsen met democratische en rechtsstatelijke beginselen, waarden en normen. Voorafgaand aan de Tweede Wereldoorlog zijn het vooral hele normale mensen geweest die in Duitsland de nationaalsocialisten aan de macht hebben gebracht en er voor hebben gezorgd dat de racistische en fascistische ideologieën in maatregelen konden worden omgezet en op de meest gruwelijke manieren en op grote schaal zijn uitgevoerd.
Breed wetenschappelijk onderzoek naar de samenstelling van kiezersgroepen van extreem- en radicaal-rechtse partijen geeft als indicatie dat mannen, laagopgeleiden en burgers met weinig vertrouwen in gevestigde politieke partijen er in oververtegenwoordigd zijn. Ze hebben gemeenschappelijk dat ze beperking van migratie een belangrijk thema vinden. Wat leeftijd betreft zijn de middengroepen ondervertegenwoordigd.

## Internationaal
Mede door de onderlinge verschillen tussen rechts-radicale partijen, extreemrechtse en rechtsextreme groeperingen wereldwijd, is het moeilijk algemene kenmerken te geven voor internationale extreem-rechtse groepen en partijen. Volgens Altermatt gaat het om een fenomeen met vaste bestanddelen die zich per land, regio en zelfs persoon, wisselend manifesteren. Het Nederlandse onderzoeks- en adviesbureau NTA stelt in een publicatie over de rol van internet, dat de huidige extreemrechtse beweging een vergaarbak is van subgroepen die elkaar vinden in subthema’s. Dat maakt het ook moeilijk internationaal samen te werken in de bestrijding ervan, meent extremisme-onderzoeker Julia Ebner.

## Per land

### België
In 1950 werd de Vlaamse Militanten Orde opgericht en in 1973 de Franstalige studentengroepering Front de la Jeunesse (FJ). Begin jaren 80 werden beide veroordeeld als privémilitie waarna Paul Latinus en andere leden zijn gestart met het pseudomilitaire neonazistische Westland New Post. Het Vlaams Blok en de daaruit voortgekomen partij Vlaams Belang worden als extreemrechts beschouwd. In 2017 ontstond de jongerengroepering Schild & Vrienden.

### Nederland
In 1971 werd de neonazistische Nederlandse Volks-Unie (NVU) opgericht. In 1974 baarde deze politieke partij opzien toen Joop Glimmerveen bijna een zetel wist te behalen in de Haagse gemeenteraad, wat de partij daarna nooit meer wist te evenaren. In de jaren 80 kwam de Centrumpartij op in Nederland met de leus "Vol is vol". In 1982 behaalde deze partij een zetel in de Tweede Kamer, die werd bezet door partijleider Hans Janmaat. Bij zijn beëdiging waren demonstranten buiten goed hoorbaar. Nadat deze partij uiteenviel werd Janmaat leider van de Centrum Democraten met een programma gericht tegen migranten, naast de radicalere voortzetting Centrumpartij '86.
In 1975 werd bekendgemaakt dat de Binnenlandse Veiligheidsdienst het Haagse Noenmaalgezelschap in de gaten hield. De "extreem-rechtse club" streefde een regering na bestaand uit hoge officieren van de verschillende krijgsmachtonderdelen met aan het hoofd een generaal, ondersteund door een krachtige politieorganisatie. Het motto was "Dood aan het socialisme, leve het fatsoen". Op deze manier kon een einde worden gemaakt aan de chaotische toestand in het land, aldus voorman Eduard van Drenthem Soesman. Hij wilde niet alleen afrekenen met de regering Den Uyl, maar ook met de parlementaire democratie.
In 2000 stelden onderzoekers vast dat rechts-extremisme in Nederland een marginaal fenomeen is gebleven. Extreemrechtse politieke partijen en bewegingen hadden er tot dan toe organisatorisch, electoraal en ideologisch niet veel aanhang of invloed gehad. Kort daarna werd topbestuurder en hoogleraar Pim Fortuyn gekozen als lijsttrekker van de in 1999 opgerichte partij Leefbaar Nederland die de bestuurscultuur wilde veranderen en aanstuurde op een restrictiever migratiebeleid. Fortuyn trok de aandacht met bijzondere, deels controversiële standpunten. Hij noemde de islam een ‘achterlijke cultuur’ en zei genoeg te hebben van de klimaatproblematiek, hij wilde de strijd aanbinden met het politiek establishment. Toen hij echter suggereerde dat het Grondwetsartikel tegen discriminatie afgeschaft kon worden werd hij uit de partij gezet en nam hij met de Lijst Pim Fortuyn (LPF) deel aan de Tweede Kamerverkiezingen 2002. Sluimerende onvrede bij burgers over problemen in de zorg, dure projecten als de HSL, veiligheid en criminaliteit en het asielbeleid werden door Fortuyn intelligent gekanaliseerd. Velen stemden op de partij om politiek Nederland wakker te schudden. Fortuyn geldt als grondlegger van het populisme in Nederland.
Sinds het begin van de 21e eeuw zijn er verschillende partijen in Nederlandse volksvertegenwoordigende organen gekozen die als uiterst, radicaal of extreemrechts kunnen worden gezien. De meningen hierover zijn verdeeld. Zo leidden uitspraken van Pim Fortuyn ertoe dat mensen hem in de extreemrechtse hoek plaatsten. Fortuyn knoopte daar het begrip ‘demonisering’ aan vast. Een klimaat van ‘demonisering’ zou hebben bijgedragen aan de moord op Pim Fortuyn, niet de politieke overtuigingen van Fortuyn.
Over de vraag in hoeverre men de Partij voor de Vrijheid (PVV) van Geert Wilders als extreemrechts kan zien, verschillen de meningen eveneens. In de Nederlandse massamedia gebruikt men meestal het begrip "radicaal-rechts" voor deze partij.
Naast deze partijen zijn extreemrechtse splintergroepen actief waaronder de vermelde NVU, sinds 2001 geleid door Constant Kusters. Een ander voorbeeld is Voorpost.
Als voortvloeisel van de eveneens rechtsradicale Nationale Alliantie ontstond in 2006 de Nationalistische Volks Beweging. De rechts-nationalistische politieke partij Nieuw Rechts was actief tussen mei 2003 en december 2007. Deze noemde zichzelf ‘sociaal-rechts’, maar werd door anderen vaak als extreemrechts gezien. Daarnaast zijn er in de loop van de jaren verschillende neonazistische splintergroepen actief geweest in Nederland. Deze onderscheiden zich van de eerder genoemde organisaties door het openlijk gebruiken van (neo)nazistische symbolen.
Hoewel sommige uitspraken van Forum voor Democratie-partijleden als extreemrechts beschouwd kunnen worden, wordt de partij niet per definitie als extreemrechts gezien. In november 2017 onthulde de Volkskrant dat FvD kan rekenen op steun van het extreemrechtse 'studiegenootschap' Erkenbrand, dat aanvankelijk ook de interesse van Baudet had. Baudet en FvD distantieerden zich van het gedachtegoed van dit genootschap, maar hielden daarbij geheim dat Baudet een dinerbijeenkomst heeft gehad met de rassentheoreticus Jared Taylor, die door Erkenbrand naar Nederland was gehaald.
Politicoloog Cas Mudde ziet dat FvD een rol speelt in de normalisering van extreemrechts gedachtegoed in Nederland. Hij brengt de partij onder binnen de stroming radicaal-rechtspopulisme, die te onderscheiden is van extreemrechts. Waar extreemrechts in de kern antidemocratisch is en vindt dat het volk geleid dient te worden door één autoritaire leider, is radicaal-rechts volgens Mudde overwegend democratisch gezind. De populistische stroming vindt wel "dat bepaalde aspecten van de democratie, zoals minderhedenrechten en onderdelen van de rechtsstaat, ondergeschikt zijn aan de wensen van de meerderheid".
|                                 | Oprichting | Opheffing | Ontstaan uit       |
| ------------------------------- | ---------- | --------- | ------------------ |
| Blood & Honour                  |            |           |                    |
| Nederlandse Volks-Unie          | 1971       | actief    |                    |
| Voorpost                        | 1978       | actief    |                    |
| Centrumpartij '86               | 1986       | 1998      | CP                 |
| Nederlands Blok                 | 1992       | 2000      | CD                 |
| Nieuwe Nationale Partij         | 1998       | 2005      | CP'86              |
| Nieuw Rechts                    | 2003       | 2007      | Leefbaar Rotterdam |
| Nationale Alliantie             | 2003       | 2007      | NNP                |
| Nationalistische Volks Beweging | 2006       | 2008      | NA                 |
| Identitair Verzet               | 2012       | actief    |                    |
| Studiegenootschap Erkenbrand    | 2016       | actief    |                    |

### Duitsland
Pegida (Patriotische Europäer gegen die Islamisierung des Abendlandes) is een van oorsprong Duitse extreemrechtse beweging die nadien ook in andere Europese landen opdook. Ook de Nationalsozialistischer Untergrund (NSU), vooral bekend van de NSU-moorden in de periode 2000–2006, wordt als extreemrechts gezien, maar is echter een alleenstaande groep. Combat 18 wordt gezien als een van de belangrijkste neonazi-netwerken en is per 2019 in Duitsland verboden.
Op 7 december 2022 pakte de Duitse politie 25 mensen op voor het beramen van een gewapende staatsgreep, vermoedelijk het werk van de Reichsbürgerbeweging.
Een Duitse hogere rechter bepaalde in mei 2024 dat de Alternative für Deutschland (AfD) voldoende programmapunten kent die tegen de beginselen van de democratische rechtsstaat ingaan, om het stempel "rechtsextrem" te rechtvaardigen. Ook heeft een maatgevend aantal leden binnen de partij als doel om Duitse burgers met een migratieachtergrond grondwettelijke rechten af te nemen en bepaalde groepen burgers, met name buitenlanders en moslims, mensonwaardig te behandelen. De typering mag daarom door anderen aan de partij worden gegeven. De AfD heeft aangekondigd rechtsmiddelen in te stellen.

### Frankrijk
Na de Tweede Wereldoorlog werden extreemrechtse standpunten in Frankrijk sociaal en politiek niet geaccepteerd. Verschillende extreemrechtse groepen gingen rond 1960 ondergronds. Vanuit die positie kwam de intellectuele beweging Nouvelle Droite op, die probeerde een minder controversieel ideologisch profiel neer te zetten, met als speerpunten het afwijzen van multiculturalisme en neoliberalisme.

### Griekenland
In Griekenland vond in 1967 een staatsgreep plaats door enkele extreem-rechtse kolonels van het nationale leger. Zij voerden een dictatuur tot 1974, toen de burgers breed in opstand kwamen. Alle politieke partijen worden verboden, artikelen in de grondwet worden afgeschaft, basisbeginselen van de democratische samenleving worden verboden. Binnen enkele uren werden 10.000 leden van politieke partijen opgepakt of werden ze verbannen.

### Italië
In 1975 werd in Italië een netwerk opgerold dat wapens importeerde ter voorbereiding van een staatsgreep om een militaire dictatuur te vestigen.

### Portugal
In Portugal heerste van 1926 tot 1974 een dictatuur gekenmerkt door het autocratische Estada Novo-bewind. Het was een eenpartijenstaat met een grote rol voor de Rooms-Katholieke Kerk.

### Spanje
In Spanje heerste van 1939 tot 1975 een tegen anarchisme en het 'rode gevaar' gerichte dictatuur onder leiding van generaal Francisco Franco die een schrikbewind voerde met steun van fascisten en rooms-katholieken. Hij was tegen politieke partijen (deze hadden het land volgens hem naar de afgrond gebracht) en zag het leger als superieur. Onder zijn bewind werd iedereen die ook maar iets te maken zou kunnen hebben gehad met liberale, communistische of socialistische partijen en/of ideologieën vervolgd. Duizenden werden ter dood veroordeeld en geëxecuteerd.
De extreemrechtse politieke partij Vox beschreef deze periode als een 'grote stap voorwaarts voor Spanje'.

### Verenigd Koninkrijk
Combat 18 (C18) is een in 1992 opgerichte gewelddadige ondergrondse neonazi-knokploeg, gelieerd aan de British National Party, die aanhangers rekruteerde uit de voetbal-hooligan-scene en de muziek-scene. C18 behoort tot het internationale Blood & Honour-netwerk en nam hier de overhand. De groepering verspreidde zich internationaal.

### Verenigde Staten
In de Verenigde Staten zijn verscheidene extreemrechtse organisaties. Door de media worden verschillende termen gebruikt (neonazisme, nationaalsocialisme, white supremacy, alt-right, fascisme, racisme, antisemitisme) waardoor niet altijd duidelijk is welke organisatie waar voor staat. De National Socialist Movement is naar eigen zeggen de grootste en meeste actieve organisatie. Media als Breitbart News, journalisten als Milo Yiannopoulos en Steve Bannon worden omschreven als alt-rechts. Richard B. Spencer is de leider van de White supremacy-beweging. David Duke is een vooraanstaand lid van de Ku Klux Klan die de pers vaak te woord staat. Oath Keepers is een militie-beweging die zich actief bewapent vanuit het recht op zelfbescherming. Aryan Brotherhood is een verbond van verschillende extreemrechtse bendes in Amerikaanse gevangenissen. The Order is een neonazigroepering van het Christian Identity-model, die actief was in de Verenigde Staten.

### Turkije
De Partij van de Nationalistische Beweging is een extreemrechtse politieke partij. Ook de Grijze Wolven (die tevens ook in andere Turksstalige landen actief zijn) is een extreemrechtse groep die grote aanhang heeft onder de Turken.

## Fotogalerij

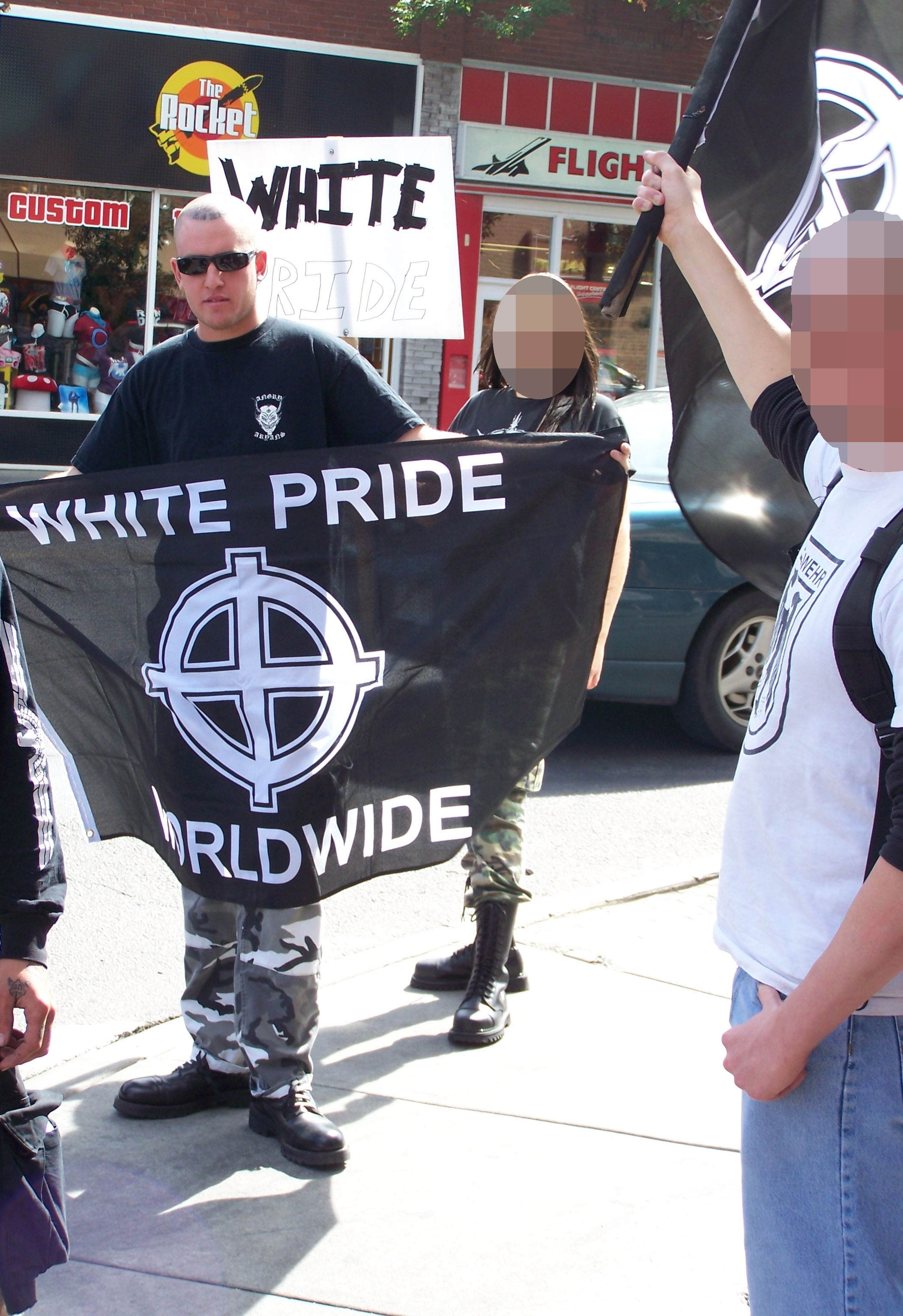
De extreemrechtse Canadese groep Aryan Guard
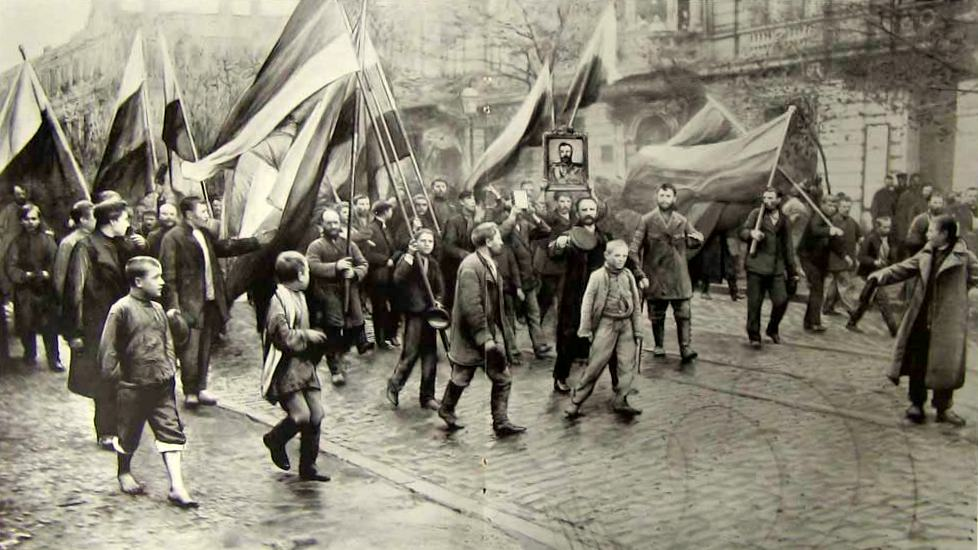
Aanhangers van de historische Russische extreemrechtse Zwarte Honderden-beweging tijdens een mars in Odessa in 1905
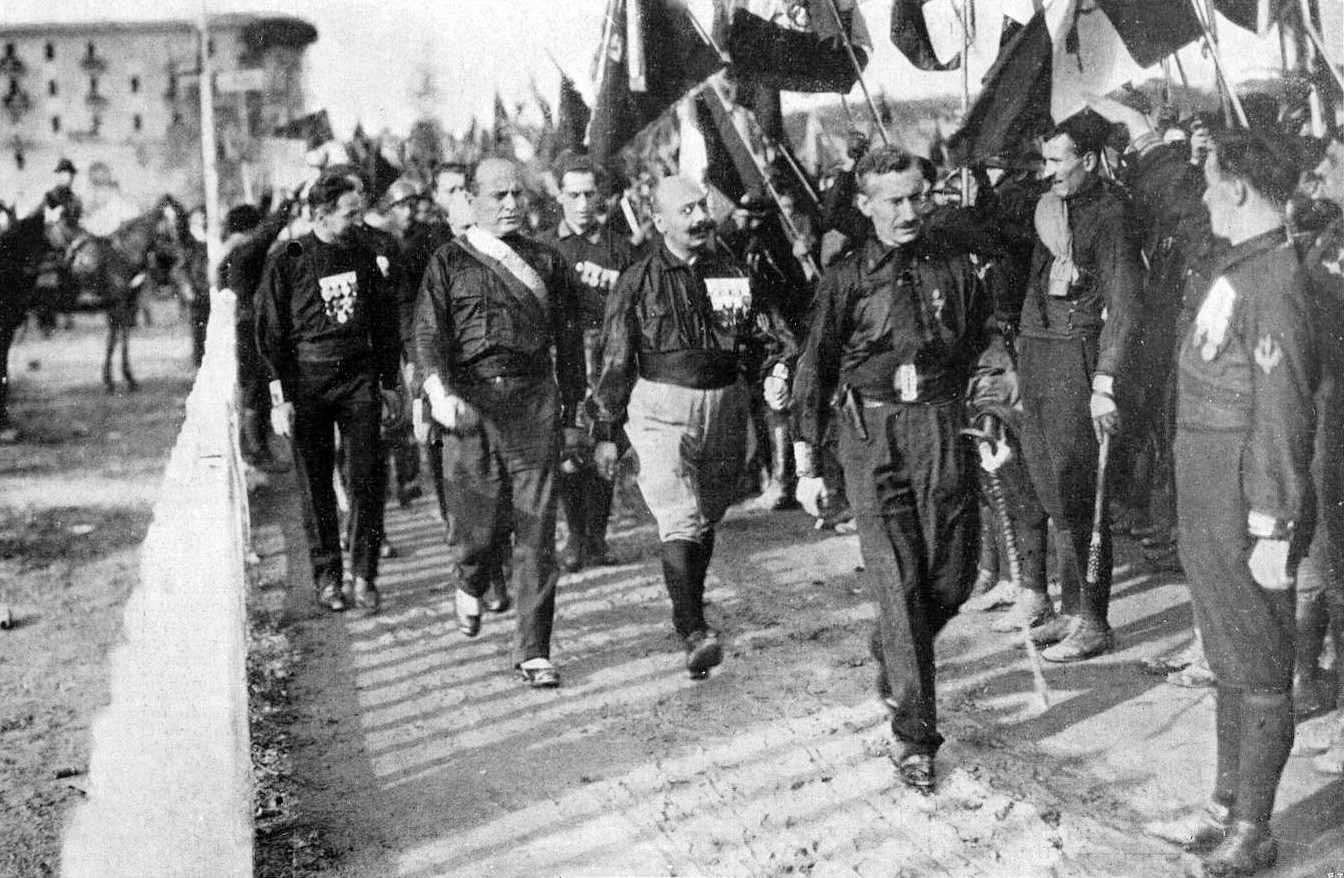
Zwarthemden van de Nationale Fascistische Partij geleid door Benito Mussolini tijdens de Mars op Rome in 1922
Logo van de Nationale Fascistische Partij
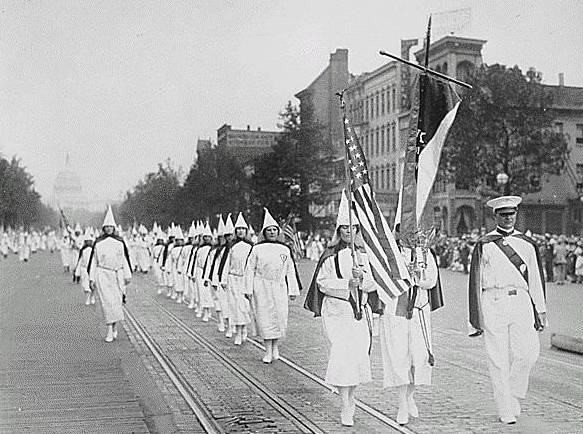
Leden van de Ku Klux Klan (KKK), tijdens een betoging in Washington, D.C. in 1928
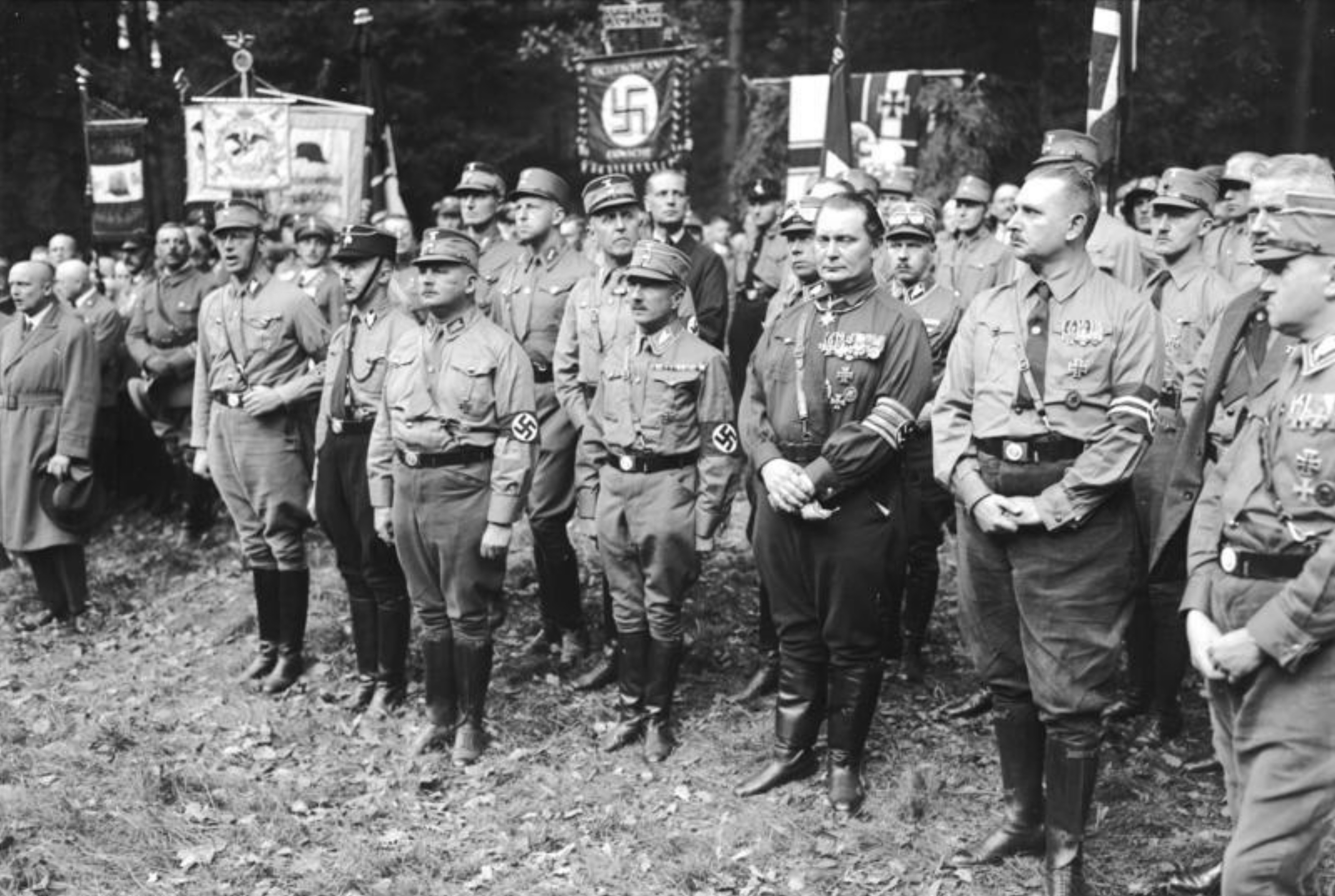
Nazi's en leden van de Duitse Nationale Volkspartij (DNVP) in 1931 tijdens de nazi-DNVP-alliantie
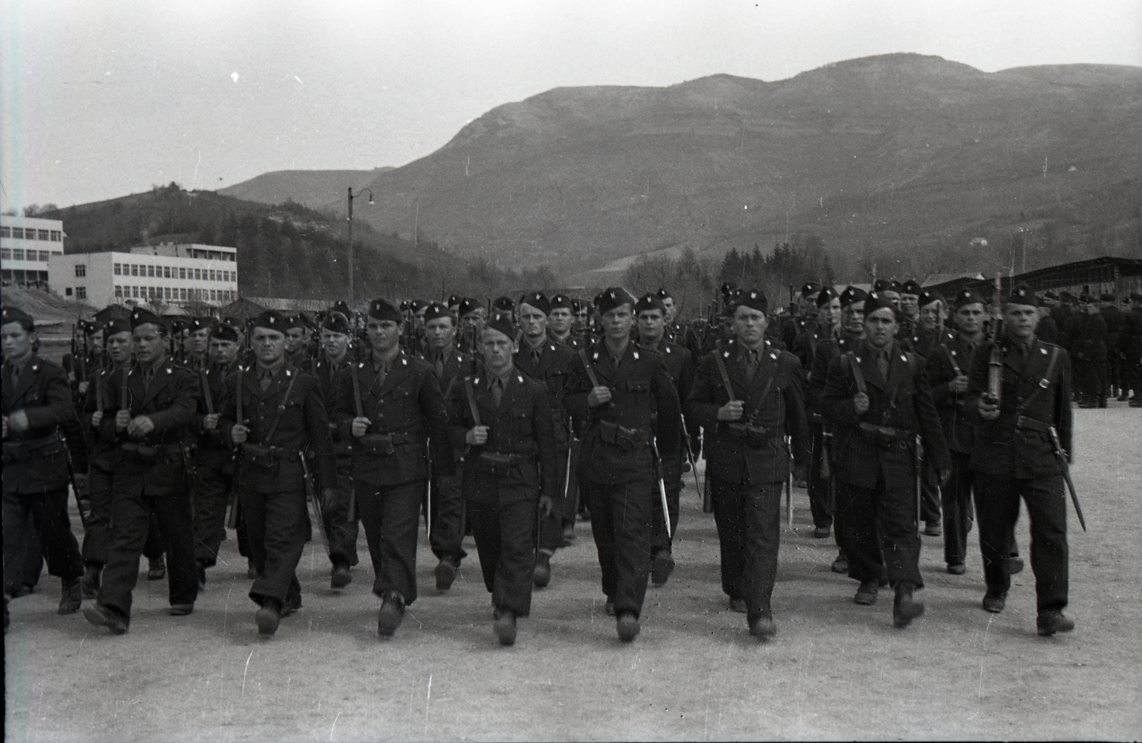
Leden van het Kroatische Zwarte Legioen in Sarajevo in 1942
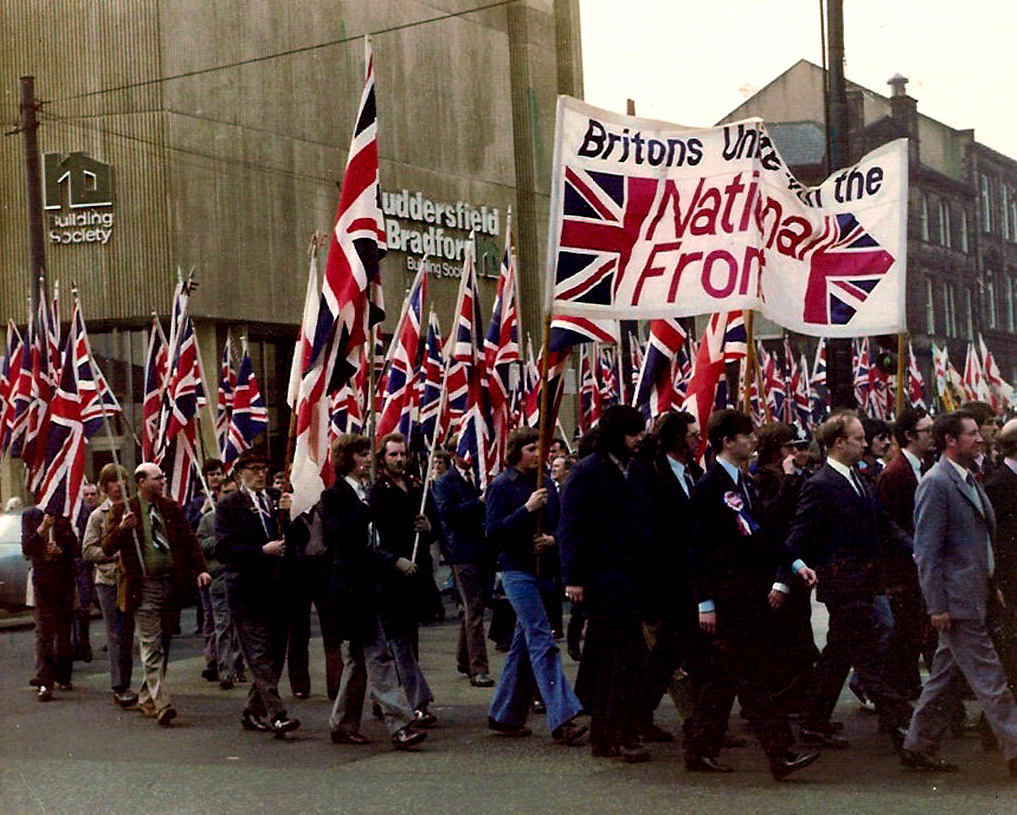
National Front-betoging in Yorkshire, Engeland in de jaren 1970
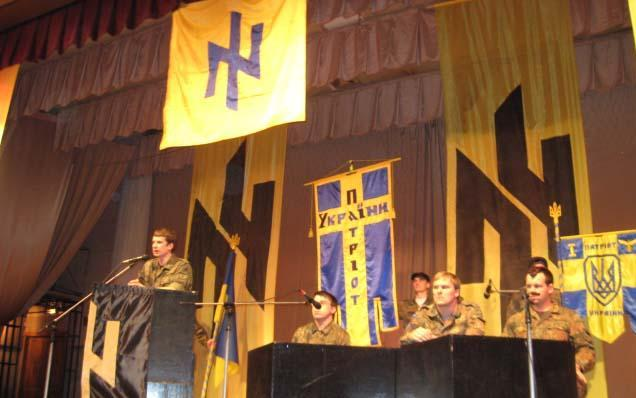
Andriy Biletsky spreekt tot het tweede congres van de Patriotten van Oekraïne, Charkiv, april 2008